# Sanjō Sanefuyu
Sanjō Sanefuyu (三条 実冬?   ¿? - 1411) fue un kugyō (cortesano japonés de clase alta) que vivió durante la era Muromachi. Fue miembro de la familia Sanjō (derivado del clan Fujiwara) e hijo del cortesano Sanjō Kintada.
En 1355 ingresó a la corte imperial con el rango jugoi inferior, promovido al rango jugoi superior en 1356, como shōgoi inferior en 1358 y nombrado chambelán en 1359. En 1362 fue ascendido al rango jushii inferior, en 1363 como jushii superior, y en 1364 fue promovido como shōshii inferior. En 1367 fue promovido al rango jusanmi, convirtiéndose en cortesano de clase alta.
En 1369 fue ascendido al rango shōsanmi y en el mismo año fue nombrado vicegobernador de la provincia de Shimousa, hasta 1370; y posteriormente en 1373 fue promovido al rango junii. En 1375 fue nombrado gonchūnagon y en 1381 fue ascendido a gondainagon. Ascendió al rango shōnii en 1383.
Entre 1396 fue designado naidaijin, promovido a udaijin entre 1396 y 1399 y por último a sadaijin entre 1399 y 1402. Fue promovido al rango juichii en 1399. Por último, fue nombrado Daijō Daijin (Canciller del Reino) entre 1402 y 1407.
En 1407 renunció a su vida como cortesano y se convirtió en monje budista (shukke), falleciendo cuatro años después. Tuvo como hijo al cortesano Sanjō Kinfuyu.